# Lucheux
Lucheux település Franciaországban, Somme megyében. Lakosainak száma 521 fő (2022. január 1.). Lucheux Couturelle, Grincourt-lès-Pas, Halloy, Ivergny, Mondicourt, Pommera, Saulty, Le Souich, Sus-Saint-Léger, Warlincourt-lès-Pas, Bouquemaison, Brévillers, Grouches-Luchuel és Humbercourt községekkel határos.

## Népesség
A település népességének változása:
| Lakosok száma | 569  | 545  | 548  | 534  | 528  | 521  | 515  | 520  | 521  |
|               | 2013 | 2015 | 2016 | 2017 | 2018 | 2019 | 2020 | 2021 | 2022 |